# المجلس الوطني الثالث لنواب الشعب الصيني
المجلس الوطني الثالث لنواب الشعب الصيني (الصينية المبسطة: 第三届全国人民代表大会; الصينية التقليدية: 第三屆全國人民代表大會; نظام بينيين: Dìsān Jiè Quánguó Rénmín Dàibiǎo Dàhuì) استمرت مدة المجلس الوطني الثالث لنواب الشعب الصيني من عام 1964 إلى 1975. عقدت جلسة واحدة فقط في هذه الفترة.
وعقدت الجلسة من 21 ديسمبر 1964 حتى 4 يناير 1965. انتخب المؤتمر كقادة للدولة كل من:
- رئيس جمهورية الصين الشعبية: ليو شاوتشي
- نائب رئيس جمهورية الصين الشعبية: سونغ تشينغ لينغ ودونغ بيوو
- رئيس اللجنة الدائمة للمجلس الوطني لنواب الشعب: تشو دي
- رئيس مجلس الدولة: تشوان لاي
- رئيس محكمة الشعب العليا: يانغ شيوفنغ
- النائب العام للنيابة الشعبية العليا: تشانغ دينغشنغ

## روابط خارجية
- باللغة الصينية الموقع الرسمي لنواب الشعب الصيني